# Boreava orientalis
Boreava orientalis là một loài thực vật có hoa trong họ Cải. Loài này được Jaub. & Spach mô tả khoa học đầu tiên năm 1841 publ. 1842.